# Королевский суд Англии и Уэльса
Королевский суд Англии и Уэльса является вместе с Высоким судом справедливости и Апелляционным судом одной из составных частей Высших судов Англии и Уэльса. Это высший суд первой инстанции по уголовным делам; однако для некоторых целей Королевский суд иерархически подчиняется Высокому суду и его окружным судам.
Королевский суд рассматривается как единое целое, поскольку каждое место является «заседанием» единого суда, а не независимым судом само по себе. Королевский суд заседает примерно в 92 местах в Англии и Уэльсе. Управление Королевским судом осуществляется через Службу судов и трибуналов Его Величества. Ранее проводились в шести округах (Мидленд, Северный, Северо-Восточный, Юго-Восточный, Уэльс и Честер и Западный), Служба судов и трибуналов Его Величества теперь разделена на семь регионов: Мидлендс, Северо-Восток, Северо-Запад, Юго-Восток, Юго-Запад, Лондон и Уэльс. Регион Уэльса был выделен отдельно с учётом делегированных законодательных полномочий правительства Уэльса. Когда Королевский суд заседает в лондонском Сити, он известен как Центральный уголовный суд. Центральный уголовный суд в Олд-Бейли, первоначально учрежденный его собственным парламентским актом, является центром Королевского суда и местом, где слушаются многие из наиболее серьёзных уголовных дел.
Королевский суд осуществляет четыре основных вида деятельности: обжалование решений мировых судей; вынесение приговора подсудимым, вынесенное магистратскими судами, судом присяжных, а также вынесение приговора тем, кто осужден Королевским судом, либо после суда, либо после признания себя виновным. К началу 2016 года среднее время от получения Королевским судом до завершения составило 177 дней.